# FC Andorra Veterans
El FC Andorra Veterans fue un equipo de fútbol de Andorra que jugó en la Primera División de Andorra, la primera categoría nacional.

## Historia
Fue fundado en el año 1996 en la capital Andorra la Vieja originalmente como un equipo independiente teniendo una gran temporada de debut donde terminó de subcampeón de la Primera División de Andorra en la que solo perdió un partido pero se quedó a dos puntos del título que ganó el CE Principat.
En la siguiente temporada pasa a llamarse FC Andorra, en esta ocasión como equipo filial del FC Andorra, el cual jugaba en la liga española, en una temporada completamente diferente donde terminó en penúltimo lugar con solo 12 puntos. El club desaparecería al finalizar la temporada.
El club estuvo dos temporadas en la Primera División de Andorra en las que jugó 42 partidos, con 22 victorias, cinco empates y 15 derrotas; anotó 104 goles y recibió 95.

## Temporadas
| Temporada | Liga             | Posición | J  | G  | E | P  | GF | GC | Pts | Notas       |
| --------- | ---------------- | -------- | -- | -- | - | -- | -- | -- | --- | ----------- |
| 1996/97   | Primera División | 2        | 22 | 19 | 2 | 1  | 84 | 25 | 59  |             |
| 1997/98   | Primera División | 10       | 20 | 3  | 3 | 14 | 20 | 70 | 12  | Desapareció |